# 公鉏
公鉏（？—？），姬姓，名彌，字鉏，東周春秋时期鲁国季氏分支公鉏氏的始祖，季武子的庶长子。

## 經歷
季武子没有嫡子，喜欢季悼子纥，打算立他为继承人。問家臣申丰说自己要在弥和纥两个里选一個有才能的。申丰快步走出回家，打算全家出走。过几天，季武子再问申丰，申丰说如果这样，自己就套车而走，季武子不说了。季武子问臧武仲，臧武仲讓他請自己喝酒，就为幫助季武子立季悼子。季氏便招待請大夫飲酒，臧武仲是上宾。臧武仲向宾客献酒之后，命朝北铺两层席，换干净酒杯，召见季悼子，臧武仲下阶迎接。大夫们都站起，宾主相互敬酒酬答之后，再召见公鉏，让他和别人按年龄排位。季武子脸上失色。公鉏深恨臧武仲。孟庄子仲孙速也很讨厌臧武仲，只是因為季武子喜欢臧武仲。
季武子以公鉏为马正，公鉏生气不出。闵子马见了说：“你别这样！祸福无门，唯人所召。为人子者，担心不孝，不担心无居所。尊敬地遵守父命不是很正常吗？若能孝敬，富贵可以倍于季氏。如果心怀不轨，祸事可以倍于下民。”公鉏认为他说得对，于是朝夕尽孝，居官也恪尽职守。季武子喜，让他喝自己的酒，把家产都给他。于是公鉏家富了，又出为鲁侯左宰。
孟庄子生病后，丰点建議告诉公鉏，為孟孫立孟庄子的庶子仲孙羯，就等于报复了臧氏。公鉏劝说季武子立仲孙羯做孟氏之嗣，來显示季氏的力量强于臧氏。季武子不同意。前550年八月初十，孟庄子去世，公鉏侍奉仲孙羯站在门边接受宾客的吊唁。季武子进门痛就哭，出门后问孟庄子的長子孺子秩在哪裡，公鉏說仲孙羯在此。季武子说孺子秩年长，公鉏說年长不能代表什麽，只要有才能，而且是孟庄子的遺命。仲孙羯继立为孟孝伯。孺子秩逃亡到邾国。臧武仲先后逃往邾国和齐国。

## 子孙
- 子：顷伯
  - 孙：隐侯伯
    - 曾孙：公鉏极[2]